# Антиохийский патриархат (латинский)

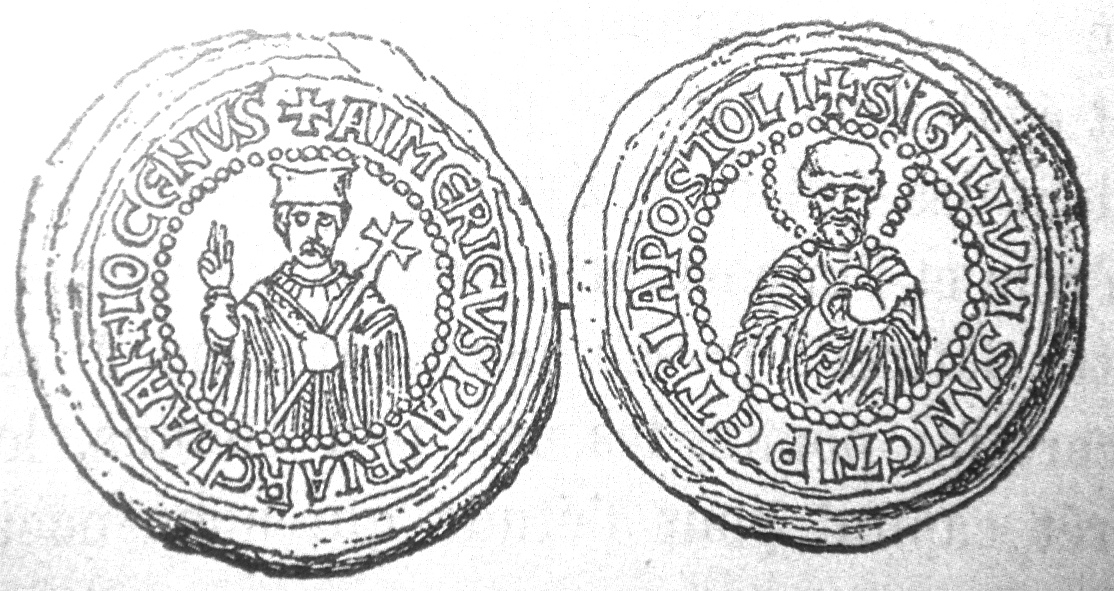
Монета Антиохийского княжества с изображением латинского патриарха Альмерика Лиможского

Антиохийский латинский патриархат (лат. Patriarchatus Antiochenus Latinorum) — в прошлом административно-территориальная церковная структура, патриархат Римско-Католической церкви, объединяющий верующих латинского обряда, проживавших на территории Леванта; в настоящее время — титулярный патриархат.

## История
Антиохийский патриархат был создан в 1098 году по инициативе предводителя Первого крестового похода и первого князя Антиохии Боэмунда I. После взятия Антиохии греческий антиохийский патриарх Иоанн IV Оксит бежал в Константинополь, а Боэмунд I объявил себя князем Антиохии. Первое время Боэмунд I признавал иерархическую власть православного патриарха Иоанна IV Оксита, который даже рукоположил для подданных Антиохийского княжества латинских епископов. После начала войны между Византией и Антиохийским княжеством Иоанн IV Оксит бежал в Константинополь, после чего Святой Престол назначил в 1100 году первым латинским антиохийским патриархом епископа Бернарда из Валенсии, который стал проводить политику подчинения греческих епископов латинской иерархии и постепенной их замене латинскими епископами, что в последующие века привело к созданию Мелькитской католической церкви.
В 1108 году после Девольского договора в Антиохии были восстановлены полномочия православного патриарха, однако они исполнялись в только в номинальной форме. Византийская империя также юридически признала контроль латинского патриарха над кафедрой патриархата. Согласно договору латинский патриарх распространял свою власть только лишь на верующих латинского обряда. Латинский патриархат сыграл значительную роль в установлении связей между Антиохийским княжеством и Византийской империей на протяжении всего существования княжеств крестоносцев, что привело к заключению различных политических, дипломатических, военных и брачных союзов. 
В 1206 году князь Боэмунд IV использовал идею восстановления православного патриархата в политической борьбе с Раймондом Рубенидом. Находясь в разрыве со Святым Престолом, Боэмунд IV изгнал из Антиохии латинского патриарха и кафедру занял православный патриарх Симеон II. В 1209 году после примирения Боэмунда IV с Римским папой Иннокентием III греческий патриарх Симеон был вновь заменен латинским патриархом.
Латинский патриархат действовал до захвата Антиохии мамлюками в 1268 году, после чего латинский патриарх Опиццио Фиески бежал в Рим. С этого времени латинский патриархат Антиохии стал номинальным; резиденция титулярных латинских патриархов Антиохии находилась в Риме, в базилике Санта-Мария-Маджоре. Латинский патриарх назначался Святым Престолом в последующие века в качестве титулярного с кафедрой в базилике Санта-Мария-Маджоре. Последним латинским патриархом был назначен Роберто Вичентини в 1925 году, который занимал эту должность вплоть до своей смерти. С 1953 г. престол латинского патриарха Антиохии оставался вакантным, в январе 1964 г. папой Римским Павлом VI титул был упразднён.

## Патриархи
- Пётр из Нарбонны (1098—1100);
- Бернард из Валенсии (1100—1135);
- Родольфо ди Домфронт (1135—1142);
- Альмерик Лиможский (1142 — сентябрь 1187);
- Родольфо (1188—1200);
- Пьетро из Ангулема (1201—1208);
- Пётр O.Cist.[3] (5.03.1209 — ?);
- Пьетро из Капуи (25.04.1219 — ноябрь 1219), назначен кардиналом;
- Райнерио (7.12.1219 — сентябрь 1225);
- Альберто Реццато (1226 — 22.07.1246)4
- Опиццио Фиески (1247—1292), титулярный с 1268 года. .

### Титулярные патриархи
- Иснардо Таккони O.P. (4.08.1311 — 1329);
- Джеральдо Оддоне O.F.M. (27.11.1342 — 1348);
- Педро де Класкери (27.08.1375 — 10.01.1380);
- Seguin d’Authon (20.06.1380 — 25.03.1395);
- Вацлав Кралик из Буржениц (11.04.1397 — 7.08.1409);
- Джованни C.R.S.A. (13.11.1308 — ?);
- Денис дю Мулен (10.06.1439 — 15.09.1447);
- Джакомо Джовенале Орсини (3.03.1449 — 12.03.1457);
- Guillaume de la Tour (29.04.1457 — 20.03.1470);
- Гульельмо (14.10.1471 — ?);
- Жерард де Круссоль (4.12.1471 — 28.08.1472);
- Лоренцо Цане (28.04.1473 — 1485);
- Джордано Гаэтано (19.01.1485 — ?);
- Себастьяно (1495 — ?);
- Альфонсо Карафа (1504 — ?);
- Игнатий (1529 — ?);
- Fernando de Loaces O.P. (18.02.1566 — 29.02.1568);
- Хуан де Рибера (30.04.1568 — 6.01.1611);
- Tommaso d’Avalos de Aragona (21.02.1611 — 1622);
- Луиджи Каэтани (14.03.1622 — 19.01.1626);
- Джамбаттиста Памфили (19.01.1626 — 30.01.1626), назначен нунцием в Испании;
- Чезаре Монти (19.11.1629 – 28.11.1633);
- Фабио дела Леонесса (20.11.1634 — 1667);
- Джакомо Альвовити (18.04.1667 — 18.05.1693);
- Микеланджело Маттеи (18.05.1693 — 22.12.1699);
- Шарль-Тома де Турнон (5.12.1701 — 1.08.1707);
- Джиберто Бартоломео Борромео (26.01.1711 — 15.03.1717);
- Филиппо Анастаси (20.12.1724 — 11.05.1735);
- Хоакин Фернандес де Портокарреро (25.05.1735 — 9.09.1743);
- Антонио Мария Паллавичини (23.09.1743 — 23.07.1749);
- Людовико Калини (1.02.1751 — 26.09.1766);
- Доменико Джордани (22.12.1766 — 24.02.1781);
- Карло Камуци (2.04.1781 — 6.10.1788);
- Джулио Мария делла Сомалья (15 декабря 1788 — 1 июня 1795);
- Джованни Франческо Гвиди ди Баньо-Таленти (22.09.1795 — 13.01.1799);
- Антонио Деспуг-и-Дамето (13 января 1799 — 11 июля 1803);
  - вакантно (1803—1822);
- Лоренцо Джироламо Маттеи (27 сентября 1822 — 15 апреля 1833);
- Антонио Пьятти (2.10.1837 — 19.02.1841);
- Джованни Никола Танари (24.11.1845 — 3.12.1853);
- Альберто Барболани ди Монтауто (16.06.1856 — 29.10.1857);
- Джузеппе Мелькиаде Ферлизи (25.06.1858 — 23.03.1860), назначен константинопольским патриархом;
- Карло Бельградо (21.05.1861 — 18.02.1866);
- Паоло Брунони (25.06.1868 — 2.01.1877);
- Пьетро Де Вилланова Кастеллачи (28.02.1879 — 17.09.1881);
- Плачидо Ралли (3.07.1882 — 11.12.1884);
- Винченцо Тиццани C.R.L. (15.01.1886 — 19.01.1892);
- Франческо ди Паола Кассетта (29.11.1895 — 19.06.1899);
- Карло Ночелла (22.06.1899 — 18.04.1901), назначен константинопольским патриархом;
- Лоренцо Пассерини (18.04.1901 — 13.12.1915);
- Владислав Михал Залеский (4.12.1916 — 5.10.1925);
- Роберто Вичентини[англ.] (14.12.1925 — 10.10.1953).

## Источник
- Annuario Pontificio, Libreria Editrice Vaticana, Città del Vaticano, 2003, ISBN 88-209-7422-3
- Pius Bonifacius Gams, Series episcoporum Ecclesiae Catholicae, Leipzig 1931, p. 433
- Konrad Eubel, Hierarchia Catholica Medii Aevi, vol. 1 Архивная копия от 9 июля 2019 на Wayback Machine, pp. 93-94; vol. 2 Архивная копия от 4 октября 2018 на Wayback Machine, p. 89; vol. 3 Архивная копия от 21 марта 2019 на Wayback Machine, p. 111; vol. 4 Архивная копия от 4 октября 2018 на Wayback Machine, p. 86; vol. 5, p. 89; vol. 6, p. 87
- L. de Mas Latrie, Les Patriarches latins d’Antioche, in Revue de l’Orient latin, Tome II, Paris 1894, pp. 192—205